# ジャファル・ヒダヤトゥラー
ジャファル・ヒダヤトゥラー（英語: Jafar Hidayatullah、2003年1月9日 - ）は、インドネシアの男子バドミントン選手。

## 経歴
主に混合ダブルスでプレーし、2023年まではアイシャー・サルサビラ・プトゥリ・プラナタとペアを組み、スウェーデン・オープンなどで優勝。
2024年からはフェリシャ・パサリブとペアを組む。同年のインドネシア・マスターズ (スーパー100)Ⅰで優勝。